# Université Tufts
L'université Tufts (en anglais : Tufts University) est une université privée située à Somerville et Medford (Massachusetts), près de Boston, États-Unis. Elle a été fondée en 1852 par des partisans de l'universalisme chrétien souhaitant établir un établissement d'enseignement supérieur non-confessionnel.
Considérée comme une université de recherche, l'université Tufts propose 97 programmes de master et 56 programmes doctoraux, répartis sur ses campus dans l'agglomération de Boston et sur son centre européen à Talloires, en Haute-Savoie,. La Fletcher School of Law and Diplomacy, la plus ancienne graduate school en relations internationales des États-Unis s'y trouve.

## Histoire
Charles Tufts est le donateur du terrain que l'université occupe sur la ligne de Medford-Somerville. La parcelle de terrain de vingt acres, donnée à l'Église universaliste à condition qu'elle soit employée pour une université, a été évaluée à 20 000 dollars. Elle est située sur une des plus hautes collines de la région de Boston, « Walnut Hill ». En 1852, le Commonwealth du Massachusetts a accordé une charte à l'université de Tufts. Après avoir été l'une des personnalités les plus influentes lors de la création de l'université, Hosea Ballou II est devenu son premier président en 1853.
Phineas Taylor Barnum, lui-même universaliste, est l'un des premiers bienfaiteurs de l'université Tufts. Le musée Barnum d'histoire naturelle a été construit en 1884 grâce à une donation de Barnum. Le 17 avril 1975, un incendie a frappé le Barnum Hall ; la collection logée dans le bâtiment a été entièrement détruite, y compris de nombreux spécimens d'animaux, le bureau, le buste de Barnum et l'éléphant empaillé « Jumbo ».
Le comité directeur admet les femmes au collège Tufts depuis 1892.
En 1933, l'université ouvre la première graduate school en relations internationales des États-Unis, baptisée Fletcher School of Law and Diplomacy du nom du donateur et ancien étudiant de la Tufts, Austin Barclay Fletcher. L'administration de l'école est à l'origine gérée conjointement par l'université Tufts et l'université Harvard, avant d'être administrée exclusivement par la Tufts en 1935.
L'université s'étend sous la présidence de Jean Mayer, entre 1976 et 1992. Mayer fonde les écoles de médecine vétérinaire, de nutrition et de biomédecine. Il acquiert les campus de Grafton (Massachusetts) pour y établir l'école vétérinaire et de Talloires (France) pour y ouvrir un centre européen.
En 1987, l'université a fondé le Perseus Project pour la philologie classique, l'une des premières numériques du monde.
Le 1er juillet 2023, Sunil Kumar devient le président de l'université.

## Relations internationales
L'université est membre de l’Université de l'Arctique. UArctic est un réseau international d’universités, d’instituts de recherche et d’organisations ayant pour but de promouvoir, coordonner et soutenir la recherche ainsi que l’éducation en régions arctiques.

## Personnalités liées à l'université

### Professeurs
- Haruki Murakami (1993-1995), professeur visiteur (visiting professor)
- William Moulton Marston
- Amos Dolbear, président du département de physique,
- Marie Howe, écrivaine américaine, universitaire

### Étudiants
- Sendhil Ramamurthy (diplômé en 1996)
- Reid Barton
- Vardan Oskanian (diplômé en 1983)
- Seth Godin (diplômé en 1982)
- Shukri Ghanem (1er ministre libanais 2003-2006)
- Hester McFarland psychanalyste jungienne
- Daniel Patrick Moynihan
- Christopher Golden
- Lew Rockwell
- Maria Luisa Hayem
- Khaldoon Al Mubarak (homme d'affaires et investisseur du club Manchester City F.C.)
- Brian Rosenworcel (batteur du groupe Guster)
- Yann-Antony Noghès (producteur de télévision)
- Peter Gallagher (acteur)
- Hank Azaria (acteur)
- Pierre Omidyar (fondateur d'Ebay)
- Bolaji Akinyemi (ministre des Affaires étrangers du Nigeria 1985-1987)
- Richard N. Goodwin (porte-plume du président John F. Kennedy)
- John Ciardi, poète, écrivain (diplômé en 1938)
- Helen Abbott Michael (1857-1904) (chimiste)
- Vannevar Bush (diplômé en 1913)
- Jessica Biel (actrice)
- David Costabile (acteur)
- Nicolas Winssinger (chimiste, diplômé en 1993)
- Tracy Chapman
- Charles North, poète, essayiste, éditeur
- Elizabeth Stephens, artiste, vidéaste, photographe et professeure américaine
- Jen O’Malley Dillon, femme politique américaine (diplômée en 1998)

### Docteurshonoris causa
Depuis 1858, des personnalités sélectionnées reçoivent un titre de docteur honoris causa (en science, lettres, droit, théologie, lettres humaines, etc.) de cette université. Entre autres :
- 1858 : Thomas Whittemore (universaliste) (en) (Divinity)

- 1950 : Thomas Whittemore (archéologue) (en) (Letters)

- 2011 : Charles M. Vest (Science), Geoffrey Canada (en) (Humane Letters), Jamaica Kincaid (Humane Letters), Pierre Omidyar (Public Service), Robert Solow (Science)[8]
- 2012 : Eric Greitens (Humane Letters), Lawrence S. Bacow (Humane Letters), Bonnie Bassler (Science), Farooq Kathwari (en) (Public Service)[9]
- 2013 : Claude Steele (Humane Letters), Lois Gibbs (Public Service), Raymond Sackler (en) (Humane Letters)[10]
- 2014 : Anne-Marie Slaughter (Laws), James Lawson (Public Service), Jill Lepore (Humane Letters), Haruki Murakami (Letters)[11]

## Dans la culture populaire
Dans l'épisode 2 de la saison 21 des Simpson, La Réponse de Bart, le jeune professeur qui remplace Edna Krapabelle est diplômé de l'université de Tufts.